# Tanguy Nef
Pour les articles homonymes, voir Nef (homonymie).
Tanguy Nef, né le 19 novembre 1996 à Genève, est un skieur alpin suisse spécialisé en slalom.
Il fait partie du cadre A de Swiss-Ski pour la saison 2021-2022. Il est vice-champion du monde de la première édition du combiné par équipe aux championnats du monde de Saalbach en 2025 avec Alexis Monney.

## Biographie
Tanguy Nef commence le ski dès l’âge de 3 ans, avant d’entamer sa carrière par des courses FIS lors de la saison 2011-2012.
En 2016, peu après ses premiers podiums en slalom FIS, il dispute ses premières épreuves de Coupe d'Europe puis prend part à ses premiers Mondiaux juniors avant de partir s'établir aux États-Unis, où il peut étudier l'informatique au Dartmouth College (il y décroche un bachelor en 2021) et s'entraîner en parallèle. 
Son début d'année 2017 est marqué par de bons résultats en Coupe nord-américaine (5 top10, dont 3 top5), ses premières victoires au niveau FIS et sa participation aux Mondiaux juniors d'Åre.
Il connait ses premiers succès continentaux dans des épreuves de la Coupe nord-américaine durant l'hiver 2017-2018 (6 podiums dont 2 victoires).
Il est promu en Coupe du monde pour la saison 2018-2019 et marque des points dès sa première course à Levi avec une onzième place au slalom, suivie quelques jours plus tard d'une 4ème place lors du slalom de Coupe d'Europe organisé au même endroit. En janvier 2019, il est d'abord treizième à Zagreb avant d'obtenir deux autres classements dans le top30, à Adelboden et Schladming. Il est sélectionné pour les championnats du monde 2019, où il est 29e du slalom. En fin de saison, il remporte deux géants de Nor-Am Cup à Burke Mountain.
La saison suivante, il marque à nouveau des points à Levi et Zagreb avant de décrocher à deux reprises le top10 dans une course de Coupe du monde en janvier 2020, à Madonna di Campiglio puis à Wengen.
Il commence la saison 2020-2021 par une 26ème place au parallèle du Zürs, avant de réussir en slalom, juste avant Noël, une 8ème place à Alta Badia et la 18ème à Madonna. En janvier 2021, il obtient d'abord la 6e place du slalom d'Adelboden, son meilleur résultat de la saison, puis la 10ème à Flachau avant de terminer le mois avec deux top30 supplémentaires à Schladming et Chamonix. Il prend enfin la 10ème place du slalom des finales de Coupe du Monde à Lenzerheide en mars. En été de la même année, il change de marque de ski, passant de Fischer à Head.
Lors du premier slalom de la saison 2021-2022, à Val d'Isère, il est quatrième de manche initiale avant d'être éliminé dès la première porte lors de la seconde. 13ème à Adelboden puis 24ème à Wengen début janvier, il manque cependant de peu sa sélection pour les Jeux olympiques de Pékin, réalisant les minima requis un jour trop tard avec une dixième place au slalom de Schladming, confiant toutefois que ces JO ne le faisaient pas rêver. En février 2022, il monte sur son premier podium en Coupe d'Europe à Almåsa et, quelques jours plus tard, il est en tête du premier slalom de Garmisch à l'issue de la première manche avant d'être éliminé en seconde. Il termine sa saison de Coupe du Monde avec la 22ème place à Flachau. Dans son bilan annuel du ski suisse, Blick le désigne comme le bide de la saison.
Lors des championnats du monde de Saalbach en février 2025, Tanguy Nef remporte la médaille d'argent du combiné par équipes aux côtés d'Alexis Monney, contribuant à un triplé suisse historique après une solide performance en slalom. Le duo termine à 0''27 des vainqueurs, Franjo von Allmen et Loïc Meillard, tandis que Stefan Rogentin et Marc Rochat complètent le podium avec le bronze.

## Palmarès

### Championnats du monde
| Édition / Épreuve      | Slalom | Combiné par équipes |
| ---------------------- | ------ | ------------------- |
| Mondiaux 2019 Åre      | 29e    | —                   |
| Mondiaux 2025 Saalbach | —      | Argent              |

### Coupe du monde
- Première course ; 18 novembre 2018, slalom de Levi, 11e
- Premier top10 : 8 janvier 2020, slalom de Madonna di Campiglio, 6ème
- Meilleur résultat[Note 1] : 6e
- Meilleur classement général : 53e en 2021[Note 1]
- Meilleur classement en slalom : 18ème en 2021

| Saison/Classement | Général | Général | Slalom | Slalom | Parallèle | Parallèle |
| Saison/Classement | Class.  | Points  | Class. | Points | Class.    | Points    |
| ----------------- | ------- | ------- | ------ | ------ | --------- | --------- |
| 2018-2019         | 95e     | 56      | 32e    | 56     | -         | -         |
| 2019-2020         | 77e     | 89      | 25e    | 88     | 44e       | 1         |
| 2020-2021         | 53e     | 163     | 18e    | 158    | 26e       | 5         |
| 2021-2022         | 89e     | 62      | 32e    | 62     | -         | -         |

### Coupe d'Europe
- Première course : 26 janvier 2016, descente de Davos, 74ème
- Premier top10 : 30 novembre 2018, slalom de Levi, 4ème
- Meilleur résultat : 3ème, slalom d'Almåsa, 23 février 2022
- Meilleur classement général : 102ème en 2022
- Meilleur classement en slalom : 34ème en 2022

| Saison/Classement | Général | Général | Slalom | Slalom | Géant  | Géant  |
| Saison/Classement | Class.  | Points  | Class. | Points | Class. | Points |
| ----------------- | ------- | ------- | ------ | ------ | ------ | ------ |
| 2018-2019         | 118e    | 50      | 38e    | 50     | -      | -      |
| 2021-2022         | 102e    | 70      | 34e    | 60     | 60e    | 10     |

### Coupe nord-américaine
- Première course ; 5 février 2016, géant de Mont Saint.Anne, DNQ
- 4 victoires (3 en slalom géant et 1 en slalom).
- Meilleur classement général : 7ème en 2018

| Saison/Classement | Général | Général | Slalom | Slalom | Géant  | Géant  | Super G | Super G | Combiné | Combiné |
| Saison/Classement | Class.  | Points  | Class. | Points | Class. | Points | Class.  | Points  | Class.  | Points  |
| ----------------- | ------- | ------- | ------ | ------ | ------ | ------ | ------- | ------- | ------- | ------- |
| Nor-Am Cup 2016   | 164e    | 6       | 80e    | 6      | -      | -      | -       | -       | -       | -       |
| Nor-Am Cup 2017   | 24e     | 321     | 7e     | 202    | 23e    | 73     | 49e     | 10      | 23e     | 36      |
| Nor-Am Cup 2018   | 7e      | 615     | 7e     | 230    | 3e     | 330    | 27e     | 46      | 40e     | 9       |
| Nor-Am Cup 2019   | 33e     | 200     | -      | -      | 9e     | 200    | -       | -       | -       | -       |
| Nor-Am Cup 2020   | 63e     | 60      | -      | -      | 29e    | 60     | -       | -       | -       | -       |

### Championnats du monde juniors
| Édition / Épreuve            | Slalom | Géant | Combiné |
| ---------------------------- | ------ | ----- | ------- |
| Mondiaux juniors 2016 Sotchi | 18e    | 32e   | DNF1    |
| Mondiaux juniors 2017 Åre    | 24e    | 15e   | -       |